# Walter Kempowski Preis für biografische Literatur
Der Walter Kempowski Preis für biografische Literatur des Landes Niedersachsen ist ein Literaturpreis, der seit dem Jahre 2019 zu Ehren des Schriftstellers Walter Kempowski verliehen wird.

## Beschreibung
Mit dem Preis werden Autoren ausgezeichnet, die mit ihren literarischen Arbeiten die Einflüsse und Auswirkungen zeitgeschichtlicher Ereignisse auf die individuelle Biografie darstellen. Der Preis kann für ein einzelnes Werk, aber auch für das Gesamtwerk von Autoren verliehen werden. Er ist mit 20.000 Euro dotiert. Darüber hinaus erhalten die Preisträger eine Lesereise durch die niedersächsischen Literaturhäuser, bei der sie ihre Arbeiten einer breiteren Öffentlichkeit präsentieren können.
Die Auszeichnung nimmt das Niedersächsische Ministerium für Wissenschaft und Kultur vor. Sie wird alle zwei Jahre im Wechsel mit dem Nicolas-Born-Preis vergeben. Verlage können deutschsprachige Autorinnen und Autoren dafür vorschlagen.

## Preisträger
- 2019: Jochen Schimmang[1][2]
- 2021: Kurt Drawert[3][4]
- 2023: Karen Duve[5]
- 2025: Feridun Zaimoglu[6]